# Nastus perrieri
Nastus perrieri är en gräsart som beskrevs av Aimée Antoinette Camus. Nastus perrieri ingår i släktet Nastus och familjen gräs. Inga underarter finns listade i Catalogue of Life.